# Ligaria culicivora
Ligaria culicivora är en bönsyrseart som beskrevs av Giglio-tos 1915. Ligaria culicivora ingår i släktet Ligaria och familjen Mantidae. Inga underarter finns listade i Catalogue of Life.